# Eleições legislativas de 2019 em Beja

## Resultados Oficiais
| Partido                 | Partido                                         | Votos  | %               | +/-   |
| ----------------------- | ----------------------------------------------- | ------ | --------------- | ----- |
|                         | Partido Socialista                              | 5 501  | 35,42 / 100,00  | 1,35  |
|                         | CDU - Coligação Democrática Unitária            | 3 589  | 23,11 / 100,00  | 0,35  |
|                         | Partido Social Democrata                        | 2 460  | 15,84 / 100,00  | -     |
|                         | Bloco de Esquerda                               | 1 549  | 9,97 / 100,00   | 0,83  |
|                         | CHEGA!                                          | 403    | 2,59 / 100,00   | Novo  |
|                         | CDS – Partido Popular                           | 400    | 2,58 / 100,00   | -     |
|                         | Pessoas–Animais–Natureza                        | 341    | 2,20 / 100,00   | 1,31  |
|                         | Partido Comunista dos Trabalhadores Portugueses | 174    | 1,12 / 100,00   | 0,82  |
|                         | Outros (com menos de 1,00%)                     | 466    | 3,01 / 100,00   |       |
| Votos Inválidos         | Votos Inválidos                                 | 648    | 4,17 / 100,00   | 1,08  |
| Total                   | Total                                           | 15 531 | 100,00 / 100,00 |       |
| Eleitorado/Participação | Eleitorado/Participação                         | 29 040 | 53,48 / 100,00  | 5,92  |
| Fonte                   | Fonte                                           | [ 1 ]  | [ 1 ]           | [ 1 ] |

## Resultados por Freguesia
Os resultados seguintes referem-se aos partidos que obtiveram mais de 1,00% dos votos:
| Freguesia                                | %     | %     | %     | %     | %    | %    | %    | %    | Votantes |
| Freguesia                                | PS    | CDU   | PSD   | BE    | CH   | CDS  | PAN  | PCTP | Votantes |
| ---------------------------------------- | ----- | ----- | ----- | ----- | ---- | ---- | ---- | ---- | -------- |
| Albernoa e Trindade                      | 42,09 | 32,40 | 7,65  | 5,61  | 1,79 | 1,02 | 0,51 | 3,06 | 392      |
| Baleizão                                 | 28,74 | 46,38 | 3,38  | 10,87 | 1,45 | 0,48 | 0,97 | 3,38 | 414      |
| Beja (Salvador e Santa Maria da Feira)   | 32,57 | 20,21 | 18,02 | 11,90 | 3,14 | 2,80 | 2,51 | 0,75 | 4 428    |
| Beja (Santiago Maior e São João Batista) | 32,89 | 19,43 | 20,54 | 9,99  | 2,55 | 3,33 | 2,62 | 0,75 | 6 576    |
| Beringel                                 | 46,72 | 23,04 | 13,44 | 7,04  | 1,76 | 1,28 | 0,96 | 1,60 | 625      |
| Cabeça Gorda                             | 43,09 | 36,88 | 3,72  | 5,85  | 1,60 | 0,89 | 1,95 | 1,42 | 564      |
| Nossa Senhora das Neves                  | 41,93 | 29,04 | 7,65  | 8,78  | 2,41 | 1,42 | 0,99 | 2,41 | 706      |
| Salvada e Quintos                        | 41,74 | 31,55 | 6,84  | 6,18  | 1,84 | 1,67 | 1,34 | 1,84 | 599      |
| Santa Clara de Louredo                   | 40,12 | 35,69 | 4,72  | 8,55  | 2,06 | 1,47 | 1,47 | 1,47 | 339      |
| Santa Vitória e Mombeja                  | 43,29 | 34,43 | 5,82  | 7,59  | 2,28 | 0,76 | 1,27 | 2,03 | 395      |
| São Matias                               | 50,20 | 13,25 | 6,43  | 14,46 | 2,41 | 2,81 | 2,01 | 1,20 | 249      |
| Trigaches e São Brissos                  | 40,57 | 25,00 | 4,92  | 11,07 | 5,33 | 1,23 | 2,05 | 1,64 | 244      |
| Beja                                     | 35,42 | 23,11 | 15,84 | 9,97  | 2,59 | 2,58 | 2,20 | 1,12 | 15 531   |

#### Albernoa e Trindade
| Partido                 | Partido                                         | Votos | %               | +/-  |
| ----------------------- | ----------------------------------------------- | ----- | --------------- | ---- |
|                         | Partido Socialista                              | 165   | 42,09 / 100,00  | 2,40 |
|                         | CDU - Coligação Democrática Unitária            | 127   | 32,40 / 100,00  | 0,93 |
|                         | Partido Social Democrata                        | 30    | 7,65 / 100,00   | -    |
|                         | Bloco de Esquerda                               | 22    | 5,61 / 100,00   | 0,22 |
|                         | Partido Comunista dos Trabalhadores Portugueses | 12    | 3,06 / 100,00   | 0,56 |
|                         | CHEGA!                                          | 7     | 1,79 / 100,00   | Novo |
|                         | CDS – Partido Popular                           | 4     | 1,02 / 100,00   | -    |
|                         | Outros (com menos de 1,00%)                     | 10    | 2,55 / 100,00   |      |
| Votos Inválidos         | Votos Inválidos                                 | 15    | 3,83 / 100,00   | 1,71 |
| Total                   | Total                                           | 392   | 100,00 / 100,00 |      |
| Eleitorado/Participação | Eleitorado/Participação                         | 781   | 50,19 / 100,00  | 9,95 |

#### Baleizão
| Partido                 | Partido                                         | Votos | %               | +/-   |
| ----------------------- | ----------------------------------------------- | ----- | --------------- | ----- |
|                         | CDU - Coligação Democrática Unitária            | 192   | 46,38 / 100,00  | 5,46  |
|                         | Partido Socialista                              | 119   | 28,74 / 100,00  | 10,95 |
|                         | Bloco de Esquerda                               | 45    | 10,87 / 100,00  | 3,66  |
|                         | Partido Social Democrata                        | 14    | 3,38 / 100,00   | -     |
|                         | Partido Comunista dos Trabalhadores Portugueses | 14    | 3,38 / 100,00   | 1,86  |
|                         | CHEGA!                                          | 6     | 1,45 / 100,00   | Novo  |
|                         | Outros (com menos de 1,00%)                     | 9     | 2,18 / 100,00   |       |
| Votos Inválidos         | Votos Inválidos                                 | 15    | 3,63 / 100,00   | 2,55  |
| Total                   | Total                                           | 414   | 100,00 / 100,00 |       |
| Eleitorado/Participação | Eleitorado/Participação                         | 759   | 54,55 / 100,00  | 0,53  |

#### Beja (Salvador e Santa Maria da Feira)
| Partido                 | Partido                              | Votos | %               | +/-  |
| ----------------------- | ------------------------------------ | ----- | --------------- | ---- |
|                         | Partido Socialista                   | 1 442 | 32,57 / 100,00  | 4,01 |
|                         | CDU - Coligação Democrática Unitária | 895   | 20,21 / 100,00  | 0,64 |
|                         | Partido Social Democrata             | 798   | 18,02 / 100,00  | -    |
|                         | Bloco de Esquerda                    | 527   | 11,90 / 100,00  | 1,37 |
|                         | CHEGA!                               | 139   | 3,14 / 100,00   | Novo |
|                         | CDS – Partido Popular                | 124   | 2,80 / 100,00   | -    |
|                         | Pessoas–Animais–Natureza             | 111   | 2,51 / 100,00   | 1,44 |
|                         | LIVRE                                | 57    | 1,29 / 100,00   | 0,69 |
|                         | Outros (com menos de 1,00%)          | 143   | 3,23 / 100,00   |      |
| Votos Inválidos         | Votos Inválidos                      | 192   | 4,33 / 100,00   | 0,33 |
| Total                   | Total                                | 4 428 | 100,00 / 100,00 |      |
| Eleitorado/Participação | Eleitorado/Participação              | 8 823 | 50,19 / 100,00  | 6,68 |

#### Beja (Santiago Maior e São João Batista)
| Partido                 | Partido                              | Votos  | %               | +/-  |
| ----------------------- | ------------------------------------ | ------ | --------------- | ---- |
|                         | Partido Socialista                   | 2 163  | 32,89 / 100,00  | 2,66 |
|                         | Partido Social Democrata             | 1 351  | 20,54 / 100,00  | -    |
|                         | CDU - Coligação Democrática Unitária | 1 278  | 19,43 / 100,00  | 0,87 |
|                         | Bloco de Esquerda                    | 657    | 9,99 / 100,00   | 0,63 |
|                         | CDS – Partido Popular                | 219    | 3,33 / 100,00   | -    |
|                         | Pessoas–Animais–Natureza             | 172    | 2,62 / 100,00   | 1,56 |
|                         | CHEGA!                               | 168    | 2,55 / 100,00   | Novo |
|                         | LIVRE                                | 66     | 1,00 / 100,00   | 0,45 |
|                         | Outros (com menos de 1,00%)          | 205    | 3,11 / 100,00   |      |
| Votos Inválidos         | Votos Inválidos                      | 297    | 4,51 / 100,00   | 1,25 |
| Total                   | Total                                | 6 576  | 100,00 / 100,00 |      |
| Eleitorado/Participação | Eleitorado/Participação              | 11 656 | 56,42 / 100,00  | 4,79 |

#### Beringel
| Partido                 | Partido                                         | Votos | %               | +/-  |
| ----------------------- | ----------------------------------------------- | ----- | --------------- | ---- |
|                         | Partido Socialista                              | 292   | 46,72 / 100,00  | 3,18 |
|                         | CDU - Coligação Democrática Unitária            | 144   | 23,04 / 100,00  | 0,31 |
|                         | Partido Social Democrata                        | 84    | 13,44 / 100,00  | -    |
|                         | Bloco de Esquerda                               | 44    | 7,04 / 100,00   | 2,37 |
|                         | CHEGA!                                          | 11    | 1,76 / 100,00   | Novo |
|                         | Partido Comunista dos Trabalhadores Portugueses | 10    | 1,60 / 100,00   | 0,87 |
|                         | CDS – Partido Popular                           | 8     | 1,28 / 100,00   | -    |
|                         | Outros (com menos de 1,00%)                     | 14    | 2,24 / 100,00   |      |
| Votos Inválidos         | Votos Inválidos                                 | 18    | 2,88 / 100,00   | 0,37 |
| Total                   | Total                                           | 625   | 100,00 / 100,00 |      |
| Eleitorado/Participação | Eleitorado/Participação                         | 1 150 | 54,35 / 100,00  | 5,77 |

#### Cabeça Gorda
| Partido                 | Partido                                         | Votos | %               | +/-   |
| ----------------------- | ----------------------------------------------- | ----- | --------------- | ----- |
|                         | Partido Socialista                              | 243   | 43,09 / 100,00  | 1,00  |
|                         | CDU - Coligação Democrática Unitária            | 208   | 36,88 / 100,00  | 1,83  |
|                         | Bloco de Esquerda                               | 33    | 5,85 / 100,00   | 0,29  |
|                         | Partido Social Democrata                        | 21    | 3,72 / 100,00   | -     |
|                         | Pessoas–Animais–Natureza                        | 11    | 1,95 / 100,00   | 1,67  |
|                         | CHEGA!                                          | 9     | 1,60 / 100,00   | Novo  |
|                         | Partido Comunista dos Trabalhadores Portugueses | 8     | 1,42 / 100,00   | 1,36  |
|                         | Outros (com menos de 1,00%)                     | 14    | 2,48 / 100,00   |       |
| Votos Inválidos         | Votos Inválidos                                 | 17    | 3,01 / 100,00   | 1,90  |
| Total                   | Total                                           | 564   | 100,00 / 100,00 |       |
| Eleitorado/Participação | Eleitorado/Participação                         | 1 159 | 48,66 / 100,00  | 10,47 |

#### Nossa Senhora das Neves
| Partido                 | Partido                                         | Votos | %               | +/-  |
| ----------------------- | ----------------------------------------------- | ----- | --------------- | ---- |
|                         | Partido Socialista                              | 296   | 41,93 / 100,00  | 2,98 |
|                         | CDU - Coligação Democrática Unitária            | 205   | 29,04 / 100,00  | 0,90 |
|                         | Bloco de Esquerda                               | 62    | 8,78 / 100,00   | 0,93 |
|                         | Partido Social Democrata                        | 54    | 7,65 / 100,00   | -    |
|                         | CHEGA!                                          | 17    | 2,41 / 100,00   | Novo |
|                         | Partido Comunista dos Trabalhadores Portugueses | 17    | 2,41 / 100,00   | 1,10 |
|                         | CDS – Partido Popular                           | 10    | 1,42 / 100,00   | -    |
|                         | Outros (com menos de 1,00%)                     | 20    | 2,84 / 100,00   |      |
| Votos Inválidos         | Votos Inválidos                                 | 25    | 3,54 / 100,00   | 1,32 |
| Total                   | Total                                           | 706   | 100,00 / 100,00 |      |
| Eleitorado/Participação | Eleitorado/Participação                         | 1 419 | 49,75 / 100,00  | 7,98 |

#### Salvada e Quintos
| Partido                 | Partido                                         | Votos | %               | +/-   |
| ----------------------- | ----------------------------------------------- | ----- | --------------- | ----- |
|                         | Partido Socialista                              | 250   | 41,74 / 100,00  | 10,05 |
|                         | CDU - Coligação Democrática Unitária            | 189   | 31,55 / 100,00  | 12,05 |
|                         | Partido Social Democrata                        | 41    | 6,84 / 100,00   | -     |
|                         | Bloco de Esquerda                               | 37    | 6,18 / 100,00   | 1,38  |
|                         | CHEGA!                                          | 11    | 1,84 / 100,00   | Novo  |
|                         | Partido Comunista dos Trabalhadores Portugueses | 11    | 1,84 / 100,00   | 0,92  |
|                         | CDS – Partido Popular                           | 10    | 1,67 / 100,00   | -     |
|                         | Pessoas–Animais–Natureza                        | 8     | 1,34 / 100,00   | 1,19  |
|                         | Outros (com menos de 1,00%)                     | 11    | 1,84 / 100,00   |       |
| Votos Inválidos         | Votos Inválidos                                 | 31    | 5,18 / 100,00   | 2,85  |
| Total                   | Total                                           | 599   | 100,00 / 100,00 |       |
| Eleitorado/Participação | Eleitorado/Participação                         | 1 058 | 56,62 / 100,00  | 3,00  |

#### Santa Clara de Louredo
| Partido                 | Partido                                         | Votos | %               | +/-  |
| ----------------------- | ----------------------------------------------- | ----- | --------------- | ---- |
|                         | Partido Socialista                              | 136   | 40,12 / 100,00  | 0,35 |
|                         | CDU - Coligação Democrática Unitária            | 121   | 35,69 / 100,00  | 0,63 |
|                         | Bloco de Esquerda                               | 29    | 8,55 / 100,00   | 2,94 |
|                         | Partido Social Democrata                        | 16    | 4,72 / 100,00   | -    |
|                         | CHEGA!                                          | 7     | 2,06 / 100,00   | Novo |
|                         | CDS – Partido Popular                           | 5     | 1,47 / 100,00   | -    |
|                         | Pessoas–Animais–Natureza                        | 5     | 1,47 / 100,00   | 1,24 |
|                         | Partido Comunista dos Trabalhadores Portugueses | 5     | 1,47 / 100,00   | 1,52 |
|                         | Outros (com menos de 1,00%)                     | 4     | 1,18 / 100,00   |      |
| Votos Inválidos         | Votos Inválidos                                 | 11    | 3,24 / 100,00   | 1,63 |
| Total                   | Total                                           | 339   | 100,00 / 100,00 |      |
| Eleitorado/Participação | Eleitorado/Participação                         | 557   | 60,86 / 100,00  | 8,41 |

#### Santa Vitória e Mombeja
| Partido                 | Partido                                         | Votos | %               | +/-  |
| ----------------------- | ----------------------------------------------- | ----- | --------------- | ---- |
|                         | Partido Socialista                              | 171   | 43,29 / 100,00  | 6,14 |
|                         | CDU - Coligação Democrática Unitária            | 136   | 34,43 / 100,00  | 0,95 |
|                         | Bloco de Esquerda                               | 30    | 7,59 / 100,00   | 1,86 |
|                         | Partido Social Democrata                        | 23    | 5,82 / 100,00   | -    |
|                         | CHEGA!                                          | 9     | 2,28 / 100,00   | Novo |
|                         | Partido Comunista dos Trabalhadores Portugueses | 8     | 2,03 / 100,00   | 3,50 |
|                         | Pessoas–Animais–Natureza                        | 5     | 1,27 / 100,00   | 1,07 |
|                         | Outros (com menos de 1,00%)                     | 6     | 1,52 / 100,00   |      |
| Votos Inválidos         | Votos Inválidos                                 | 7     | 1,78 / 100,00   | 0,20 |
| Total                   | Total                                           | 395   | 100,00 / 100,00 |      |
| Eleitorado/Participação | Eleitorado/Participação                         | 766   | 51,57 / 100,00  | 8,10 |

#### São Matias
| Partido                 | Partido                                         | Votos | %               | +/-  |
| ----------------------- | ----------------------------------------------- | ----- | --------------- | ---- |
|                         | Partido Socialista                              | 125   | 50,20 / 100,00  | 6,32 |
|                         | Bloco de Esquerda                               | 36    | 14,46 / 100,00  | 2,59 |
|                         | CDU - Coligação Democrática Unitária            | 33    | 13,25 / 100,00  | 4,38 |
|                         | Partido Social Democrata                        | 16    | 6,43 / 100,00   | -    |
|                         | CDS – Partido Popular                           | 7     | 2,81 / 100,00   | -    |
|                         | CHEGA!                                          | 6     | 2,41 / 100,00   | Novo |
|                         | Pessoas–Animais–Natureza                        | 5     | 2,01 / 100,00   | 2,01 |
|                         | Partido Comunista dos Trabalhadores Portugueses | 3     | 1,20 / 100,00   | 1,68 |
|                         | Partido da Terra                                | 3     | 1,20 / 100,00   | 1,20 |
|                         | Outros (com menos de 1,00%)                     | 4     | 1,60 / 100,00   |      |
| Votos Inválidos         | Votos Inválidos                                 | 11    | 4,42 / 100,00   | 3,34 |
| Total                   | Total                                           | 249   | 100,00 / 100,00 |      |
| Eleitorado/Participação | Eleitorado/Participação                         | 450   | 55,33 / 100,00  | 2,11 |

#### Trigaches e São Brissos
| Partido                 | Partido                                         | Votos | %               | +/-   |
| ----------------------- | ----------------------------------------------- | ----- | --------------- | ----- |
|                         | Partido Socialista                              | 99    | 40,57 / 100,00  | 13,22 |
|                         | CDU - Coligação Democrática Unitária            | 61    | 25,00 / 100,00  | 3,97  |
|                         | Bloco de Esquerda                               | 27    | 11,07 / 100,00  | 5,21  |
|                         | CHEGA!                                          | 13    | 5,33 / 100,00   | Novo  |
|                         | Partido Social Democrata                        | 12    | 4,92 / 100,00   | -     |
|                         | Pessoas–Animais–Natureza                        | 5     | 2,05 / 100,00   | 2,05  |
|                         | Iniciativa Liberal                              | 5     | 2,05 / 100,00   | Novo  |
|                         | LIVRE                                           | 4     | 1,64 / 100,00   | 1,30  |
|                         | Partido Comunista dos Trabalhadores Portugueses | 4     | 1,64 / 100,00   | 1,12  |
|                         | CDS – Partido Popular                           | 3     | 1,23 / 100,00   | -     |
|                         | Outros (com menos de 1,00%)                     | 2     | 0,84 / 100,00   |       |
| Votos Inválidos         | Votos Inválidos                                 | 9     | 3,69 / 100,00   | 0,45  |
| Total                   | Total                                           | 244   | 100,00 / 100,00 |       |
| Eleitorado/Participação | Eleitorado/Participação                         | 462   | 52,81 / 100,00  | 6,86  |